# Андріанцімітовіамінандріандегібе
Андріанцімітовіамінандріандегібе (*д/н — бл. 1670) — 5-й мпанзака (володар) держави Імерина у 1650—1670 роках. Ім'я перекладається як Шляхетний, не маючий рівних серед великої шляхти.

## Життєпис
Старший син Андріанцитакатрандріани, правителя Імерини, та Раволонцимітові. Посів трон близько 1650 року. Його владу ніхто не оскаржував, оскільки зведений брат Андріаманджакатокана на той час помер.
Продовжив справу батька з перетворенню величезних боліт Бецимітататра навколо пагорб Аналаманга за допомогою системи гребель на родючі рисові поля. Розділив територію на північну та південну половини вздовж річки Ікопа і призначив сина Андріанджаканаваловандамбо побудувати південну греблю в Амбіві, тоді як його старшому синові та спадкоємцю Разакацітакатрандріані було доручено побудувати північну греблю від Анкадімбаховаки до Аносизато. Сам володар розташувався в Анкадімбахавакі, де міг спостерігати за роботою.
Андріанджаканаваловандамбо першим закінчив будівництво своєї греблі. За це отримав у володіння Аласору, Амбохіманджаку, Антанамалазу, Іфандану, Амбохіманамамболу та Андріанакотріну. Натомість його зберіг статус спадкоємця трону.
Помер Андріанцімітовіамінандріандегібе близько 1670 року. Влада перейшла до Разакацітакатрандріани.